# Râul Oșelu
Râul Oșelu este un afluent al râului Boga. Cascada Oșelu, situată pe acest curs de apă este un punct de atracție turistic.

### Hărți

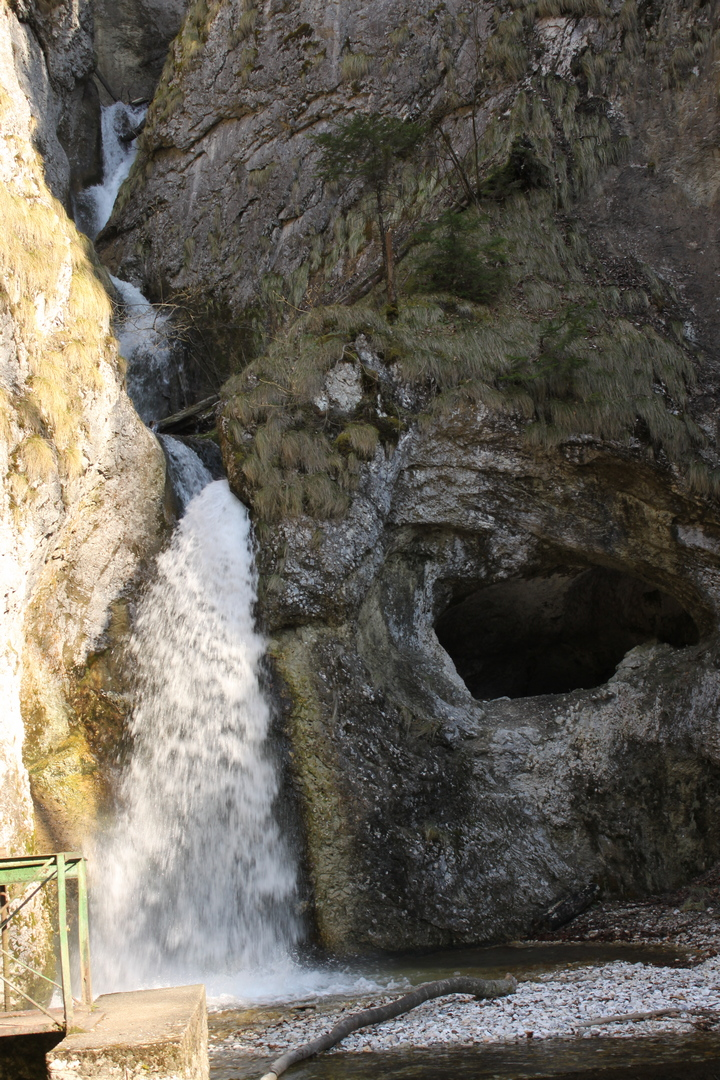
Cascada Oşelu

- Harta munții Bihor-Vlădeasa  Arhivat în 9 iunie 2008, la Wayback Machine.
- Harta munții Apuseni
- Bazinul Văii Bulzului